# Pedro Pablo Abarca de Bolea y Ximénez de Urrea
Pedro Pablo Abarca de Bolea y Ximénez de Urrea (Siétamo, 2 agosto 1718 – Épila, 15 settembre 1798) è stato un politico e generale spagnolo.

## Biografia
Pedro de Aranda apparteneva alla media nobiltà spagnola ed aveva numerosi possedimenti nelle colonie del Perù e del Cile: il suo zio materno era José Manso de Velasco, viceré del Perù, mentre un suo avo fu Baltasar de Zúñiga. A dodici anni fu inviato al Seminario arcivescovile di Bologna, per poi abbracciare la carriera militare come cadetto della Scuola Militare di Parma. Fu capitano dell'artiglieria spagnola durante la guerra di successione austriaca.
Amico di Teodoro de Croix, intraprese un lungo viaggio nelle colonie del Sud America, conoscendone i problemi e la povertà. Nel 1740 Ferdinando VI lo nominò ambasciatore presso la corte portoghese, ma allo scoppiare delle ostilità tra la Spagna e il Portogallo (1762), non esitò a prendere la luogotenenza dell'armata spagnola sotto Nicolás de Carvajal: egli stesso catturò la città di Almeida e fu sconfitto dalle truppe coalizzate anglo-spagnole di John Burgoyne e del principe Guglielmo di Schaumburg-Lippe nella battaglia di Valencia de Alcántara.
Divenuto ispettore generale dell'artiglieria, con l'aiuto di Rafael de Sobremonte e Martín de Mayorga, due importanti ufficiali, intraprese notevoli riforme militari. Grazie all'influenza a corte di Francisco Gil de Taboada, entrò ben presto negli ambienti di corte; nel 1763 divenne Capitano generale di Valencia e Presidente del Consiglio di Castiglia nonché Segretario di Stato, carica che equivaleva al ruolo di primo ministro.
Formato un gabinetto illuminista, composto tra l'altro da Agustín de Jáuregui, Joaquín de Montserrat e Juan Francisco de Güemes y Horcasitas, intraprese molte riforme, tra le quali l'allontanamento progressivo da corte di Antonio Caballero y Góngora e Antonio María de Bucareli y Ursúa, capi dei Gesuiti, e poi dall'espulsione stessa dell'ordine nel 1767. Attuò anche riforme nelle colonie con l'aiuto di Manuel Antonio Flores, capo della marina spagnola. Alla morte di Carlo III, perse le sue importanti cariche e fu ambasciatore a Parigi nel 1793.
Fu membro della Massoneria.